# Carl Follin
Carl Fredrik Follin, född 29 april 1832 på Eneborgs landeri, Helsingborg, död 26 februari 1891 i Helsingborg, var en svensk ryttmästare och marinmålare.
Han var son till ryttmästaren Carl Harald Follin och Fredrique Beata Mollberg.
Follin studerade konst i Paris och Nederländerna och målade förutom marinmotiv även en del tavlor med djur. Han ägnade sig även åt naturvetenskapliga studier och ägde en stor samling av sten och bronsvapen samt en större samling växt- och djurförsteningar från sandstensbrotten vid Pålsjö. Han skänkte större delen av samlingen till Vetenskapsakademien. Den fossila musslan Cardinia Follinii är uppkallad efter Follin. Han var representerad vid en konstutställning i Helsingborg 1922. Follin är begravd på Gamla kyrkogården i Helsingborg.